# PEPAP
PEPAP (z ang. 1-(2-phenylethyl)-4-phenyl-4-acetoxypiperidine) – organiczny związek chemiczny stosowany jako syntetyczny lek opioidowy. Jest objęty Jednolitą konwencją o środkach odurzających z 1961 roku (wykazy I i IV). W Polsce jest na wykazach I-N i IV-N Ustawy o przeciwdziałaniu narkomanii.